# Dorie Murrey
Dorie S. Murrey (Detroit, Míchigan, 7 de septiembre de 1943) es un exjugador de baloncesto estadounidense que jugó durante seis temporadas en la NBA. Con 2,03 metros de estatura, lo hacía en la posición de  alero.

## Trayectoria deportiva

### Universidad
Jugó durante cuatro temporadas con los Titans de la Universidad de Detroit Misericordia, en la que promedió 19,0 puntos y 15,1 rebotes por partido. Fue incluido en el Salón de la Fama de su universidad en 1984.

### Profesional
Fue elegido en la decimosegunda posición del Draft de la NBA de 1966 por Detroit Pistons, donde en su única temporada en el equipo no contó para su entrenador, Dave DeBusschere, siendo alineado en alenas 35 partidos en los que promedió 2,8 puntos y 2,9 rebotes. En la temporada 1967-68 fue incluido en el draft de expansión por la incorporación de nuevos equipos a la liga, siendo elegido por Seattle Supersonics.
En los Sonics jugó tres temporadas, siempre como jugador de banquillo. La mejor de ellas fue la primera, en la cual promedió 7,3 puntos y 7,4 rebotes por partido. En 1970 se vio nuevamente en un draft de expansión, siendo elegido en esta ocasión por Portland Trail Blazers, pero tras disputar dos partidos con los de Oregón fue traspasado a Baltimore Bullets a cambio de una futura ronda del Draft.
En su primera temporada con los Bullets tuvo la ocasión de disputar por vez primera unas Finales de la NBA, en las que cayeron estrepitosamente contra los Milwaukee Bucks de Lew Alcindor y Oscar Robertson por 4-0. Murrey colaboró a lo largo de la campaña con 3,2 puntos y 3,1 rebotes por partido. Tras jugar un año más fue traspasado a Chicago Bulls, pero no llegó a firmar contrato, retirándose de la práctica del baloncesto.

## Estadísticas de su carrera en la NBA

### Temporada regular
| Temporada | Edad | Equipo                 | Liga | P   | TIT | MIN  | TC  | TCA | %TC  | 3P | 3PA | %3P | TL  | TLA | %TL  | R.OF. | R.DEF. | REB | ASIS | ROB | TAP | PER | FP  | PTS |
| 1966-67   | 23   | Detroit Pistons        | NBA  | 35  |     | 8.9  | 0.9 | 2.3 | .402 |    |     |     | 0.9 | 1.5 | .593 |       |        | 2.9 | 0.3  |     |     |     | 1.6 | 2.8 |
| 1967-68   | 24   | Seattle SuperSonics    | NBA  | 81  |     | 18.4 | 2.6 | 6.0 | .436 |    |     |     | 2.1 | 3.0 | .689 |       |        | 7.4 | 0.8  |     |     |     | 3.4 | 7.3 |
| 1968-69   | 25   | Seattle SuperSonics    | NBA  | 38  |     | 12.2 | 2.0 | 5.1 | .387 |    |     |     | 1.6 | 2.6 | .639 |       |        | 3.9 | 0.6  |     |     |     | 2.1 | 5.6 |
| 1969-70   | 26   | Seattle SuperSonics    | NBA  | 81  |     | 13.3 | 1.9 | 4.2 | .446 |    |     |     | 1.7 | 2.3 | .731 |       |        | 4.4 | 0.9  |     |     |     | 2.4 | 5.5 |
| 1970-71   | 27   | TOTAL                  | NBA  | 71  |     | 10.1 | 1.1 | 2.5 | .438 |    |     |     | 1.1 | 1.6 | .670 |       |        | 3.1 | 0.5  |     |     |     | 2.1 | 3.3 |
| 1970-71   | 27   | Portland Trail Blazers | NBA  | 2   |     | 10.0 | 0.5 | 3.0 | .167 |    |     |     | 4.5 | 5.5 | .818 |       |        | 3.5 | 0.5  |     |     |     | 1.5 | 5.5 |
| 1970-71   | 27   | Baltimore Bullets      | NBA  | 69  |     | 10.1 | 1.1 | 2.5 | .448 |    |     |     | 1.0 | 1.5 | .653 |       |        | 3.1 | 0.4  |     |     |     | 2.1 | 3.2 |
| 1971-72   | 28   | Baltimore Bullets      | NBA  | 51  |     | 8.3  | 0.8 | 2.2 | .381 |    |     |     | 0.5 | 0.8 | .615 |       |        | 2.5 | 0.3  |     |     |     | 1.5 | 2.2 |
| Total     |      |                        | NBA  | 357 |     | 12.6 | 1.7 | 3.9 | .425 |    |     |     | 1.4 | 2.1 | .679 |       |        | 4.4 | 0.6  |     |     |     | 2.3 | 4.7 |

### Playoffs
| Temporada | Edad | Equipo            | Liga | P  | MIN | TCA | TC | 3PA | 3P | TLA | TL | R.OF. | REB | ASIS | ROB | TAP | PER | FP | PTS | %TC  | %3P | %FT  | MIN | PTS | REB | AST |
| 1970-71   | 27   | Baltimore Bullets | NBA  | 16 | 92  | 13  | 27 |     |    | 7   | 11 |       | 33  | 1    |     |     |     | 6  | 33  | .481 |     | .636 | 5.8 | 2.1 | 2.1 | 0.1 |
| 1971-72   | 28   | Baltimore Bullets | NBA  | 1  | 1   | 0   | 0  |     |    | 0   | 0  |       | 0   | 0    |     |     |     | 0  | 0   |      |     |      | 1.0 | 0.0 | 0.0 | 0.0 |
| Total     |      |                   | NBA  | 17 | 93  | 13  | 27 |     |    | 7   | 11 |       | 33  | 1    |     |     |     | 6  | 33  | .481 |     | .636 | 5.5 | 1.9 | 1.9 | 0.1 |